# Феудо (Кјети)
Феудо (итал. Feudo) је насеље у Италији у округу Кјети, региону Абруцо.
Према процени из 2011. у насељу је живело 88 становника. Насеље се налази на надморској висини од 96 м.